# Amblyseius ampullosus
Amblyseius ampullosus är en spindeldjursart som beskrevs av Wu och Lan 1991. Amblyseius ampullosus ingår i släktet Amblyseius och familjen Phytoseiidae. Inga underarter finns listade i Catalogue of Life.